# مبرهنة ديزارغ

مبرهنة ديسارغو

مبرهنة ديزارغ (بالإنجليزية: Desargues's theorem) هي مبرهنة في هندسة الإسقاط، سميت على اسم العالم جيرار ديزارغ، نصها كما يلي:

في فضاء الإسقاط، يكون مثلثان منظوران محورياً إذا وفقط إذا كانا منظوران مركزياً.

من أجل فهم المبرهنة، ليكن لدينا ثلاث نقاط على مثلث ما (نرمز لها بأحرف صغيرة a, b, c) وثلاث نقاط على مثلث آخر (بأحرف كبيرة A, B, C). إن المنظورية المحورية تكون محققة إذا وفقط إذا كانت نقط تقاطع امتداد اضلع المثلثين، مثلاً تقاطع ab مع AB و ac مع AC و bc مع BC، ينتمون إلى نفس الخط الذي يدعى محور المنظورية. وتتحقق المنظورية المركزية إذا وفقط إذا تقاطعت المستقيمات Aa، Bb، Cc في نقطة واحدة هي مركز المنظور.

## البيان
تنص نظرية ديزارغ على أنه إذا كان مثلثان في منظور بالنسبة لنقطة، فإنهما يكونان في منظور أيضًا بالنسبة لخط مستقيم.
بشكل مكافئ، إذا كان مثلثان في منظور بالنسبة لنقطة، وإذا تقاطعت أجزاء الأضلاع المتناظرة، فإن نقاط التقاطع الثلاث تكون متوازية. وهذا هو مبدأ العلاقة التقابلية في الهندسة الوصفية: # الخطوط المتقابلة تتقاطع على خط واحد (يسمى "محور التقابل" أو "محور التناظر").
1. النقاط المتقابلة تتسامت مع نقطة واحدة (تسمى "مركز التقابل" أو "مركز التناظر").[1]

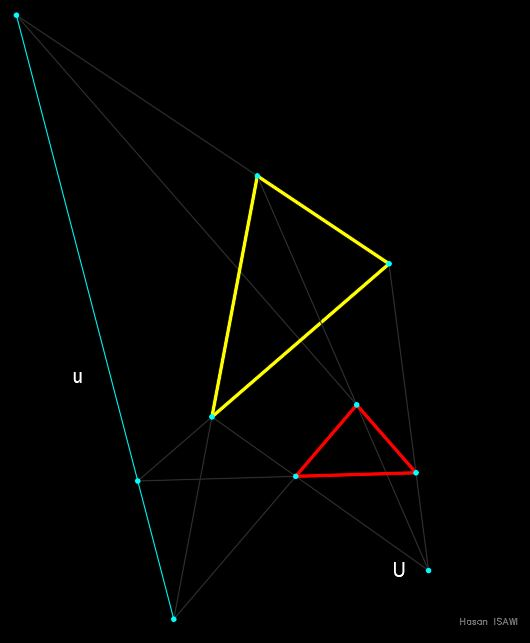
"إذا كان مثلثان في منظور بالنسبة لنقطة، فإنهما يكونان في منظور أيضًا بالنسبة لخط

العكس من نظرية ديزارغ صحيح أيضًا: إذا كان مثلثان في منظور بالنسبة لخط مستقيم، وإذا كانت كل زوج من الرؤوس المتناظرة متصلة بخطوط تتقاطع، فإن المثلثين يكونان في منظور بالنسبة لنقطة تقاطع الخطوط الثلاثة.
نتذكر أن مثلثين يكونان في منظور بالنسبة لنقطة إذا كانت الخطوط التي تربط النقاط متقاطعة.
ويقال أيضًا أن مثلثين في منظور بالنسبة لخط مستقيم إذا كانت الأزواج المتكونة من الخطوط المتناظرة تتقاطع في نقاط متوازية.
أعاد هيلبرت النظر في نظرية ديزارغ في نهاية القرن التاسع عشر في كتاب "أسس الهندسة" (Grundlagen der Geometrie)، حيث صاغ عالم الرياضيات الألماني بعض الاعتبارات المستمدة من هذه النظرية. فقد اقترح نظامًا مختلفًا من البديهيات، والذي يولد نوعًا من الهندسة لا تنطبق فيه نظرية ديزارغ.
في عام 1902، استأنف مولتون الموضوع الذي تناوله هيلبرت، مقترحًا مثالًا لهندسة غير ديزارغية أبسط بكثير، والذي سيتم تضمينه في الإصدارات اللاحقة من نص "أسس الهندسة". لهذا الغرض، نشر مولتون في عام 1902 مقالًا في مجلة "معاملات الجمعية الرياضية الأمريكية".
أخيرًا، يمكن تقديم تفسير مختلف للمشكلة التي تمثلها نظرية ديزارغ من خلال تقديم النهج الذي قدمه إميل أرتين في كتابه "الجبر الهندسي".

## البرهان
البرهان الأكثر شيوعًا لهذه النظرية يتم في ثلاثة أبعاد. هذا ممكن لأن الهندسة الإسقاطية تعمل بنفس الطريقة في هذه الحالة. بالنظر إلى المثلثين المعنيين، كل منهما ينتمي إلى مستوى.
لنسمي r الخط الذي نحصل عليه بتقاطع المستويين. الآن، لننظر إلى H، K،S، نقاط التقاطع بين رأسين في منظور بالنسبة للنقطة P، النقطة التي يكون المثلثان الأصليان في منظور بالنسبة لها. يجب أن تنتمي
H، K و S جميعها إلى الخط r لأنها جميعًا تنتمي إلى مستوى المثلث الأول ومستوى المثلث الثاني، وبالتالي تقع في تقاطعهما.

## مقالات ذات صلة
- مستوى مولتون

## مقالات خارجية ذات صلة
- نظرية ديزارغ، في بلانيت ماث (PlanetMath).

- نظرية ديزارغ، على موسوعة بريتانيكا (Encyclopædia Britannica, Inc.).

- إريك دبليو. فايسشتاين، نظرية ديزارغ، على ماث وورلد (MathWorld, Wolfram Research).

- نظرية ديزارغ، على موسوعة الرياضيات (Encyclopaedia of Mathematics, Springer والجمعية الرياضية الأوروبية).

## طالع أيضًا
- تماثل